# Rang-Double-Sud
Rang-Double-Nord est une communauté non incorporée du Canada qui fait partie de la paroisse civile de Grimmer, dans le comté de Restigouche dans le nord-ouest du Nouveau-Brunswick.